# Leoncio Veloso
Leoncio Veloso Cisternas (* 16. August 1897; † 5. Oktober 1971) war ein chilenischer Fußballspieler. Der Abwehrspieler absolvierte drei Länderspiele für Chile. 

## Karriere

### Verein
Auf Vereinsebene spielte Leoncio Veloso mindestens im Jahr 1926 für den Badminton FC aus der Hauptstadt Santiago de Chile. 1938 trainierte er den CD Magallanes und gewann die chilenische Meisterschaft.

### Nationalmannschaft
Leoncio Veloso debütierte für die Nationalmannschaft beim Campeonato Sudamericano 1926 in Chile beim 7:1-Erfolg gegen Bolivien. Dies war der erste Länderspielsieg des Andenstaats in der Geschichte. Bei der Südamerikameisterschaft absolvierte der Abwehrspieler zwei weitere Partien für La Roja. Chile belegte mit zwei Siegen, einem Unentschieden und einer Niederlage mit dem dritten Platz die bislang beste Platzierung bei einer Südamerikameisterschaft. Weitere offizielle Länderspiele kamen für Veloso nicht hinzu.